# Lochbuie (Colorado)
Lochbuie város az USA Colorado államában, Adams és Weld megyében. Lakosainak száma 8088 fő (2020. április 1.).

## Népesség
A település népességének változása:

| 2010 | 4 726 |
| 2020 | 8 088 |